# Jan de Witte

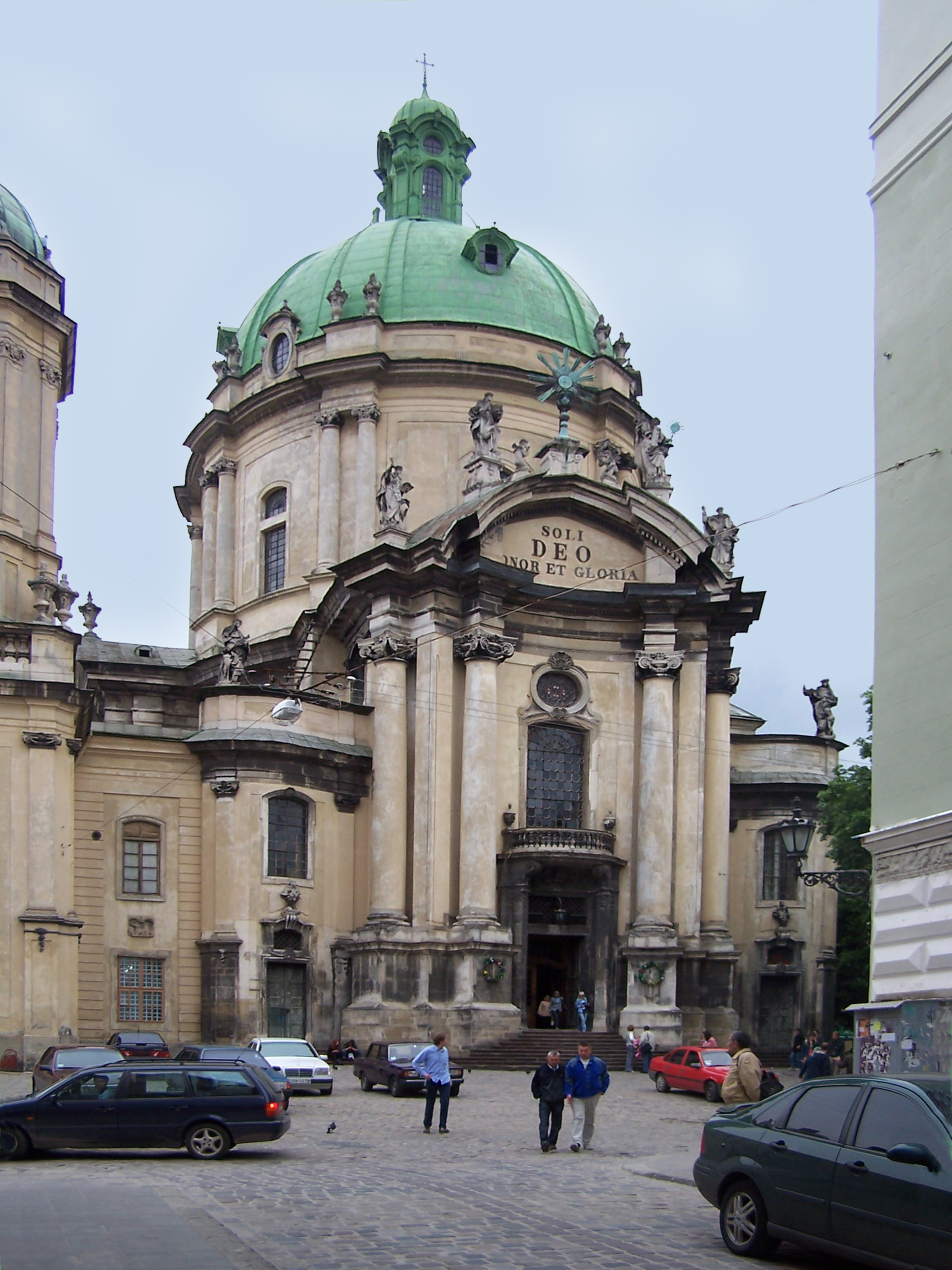
Kościół Bożego Ciała i klasztor Dominikanów (Lwów)

Jan de Witte (ur. 1709, zm. 24 grudnia 1785 w Kamieńcu Podolskim) – polski inżynier wojskowy holenderskiego pochodzenia, architekt, przedstawiciel baroku, od 1781 generał-lejtnant wojsk koronnych; ojciec Józefa.

## Życiorys
Służył w oddziałach cudzoziemskiego autoramentu wojsk koronnych. Po ukończeniu studiów inżynierskich przeszedł do Korpusu Inżynierów Koronnych. Został nobilitowany w 1767, w 1772 odznaczony Orderem Świętego Stanisława. Był komendantem twierdza w Kamieńcu Podolskim który pozostał wierny królowi i odmówił poddania twierdzy wojskom konfederackim. Był też cenionym architektem oraz kolekcjonerem i numizmatykiem. 
Jan de Witte i jego żona Marianna z Lubońskich zostali pochowani w katakumbach katedry Świętych Apostołów Piotra i Pawła w Kamieńcu Podolskim. W katedrze znajduje się tablica epitafijna o treści: Jan de Witte (1705–1785). Komendant twierdzy i pogranicznych fortec w latach 1768–1785. Budowniczy i obrońca Kamieńca Podolskiego, kawaler orderu świętego Stanisława, chluba Podola i wzór dla potomnych.

## Realizacje
- pałac Lubomirskich we Lwowie
- kościół Bożego Ciała we Lwowie
- zespół sakralny kościoła Karmelitów w Berdyczowie, 1739 r.
- pałac Lubomirskich w Równem, spalony w pożarze w 1927
- pałac w Kamieńcu Podolskim (nie istnieje)
- kościół w Kupinie na Podolu.